# Royal Air Maroc Express
Royal Air Maroc Express ist eine marokkanische Regionalfluggesellschaft mit Sitz in Casablanca und Basis auf dem Flughafen Casablanca. Sie ist eine Tochtergesellschaft der Royal Air Maroc.

## Flugziele
Royal Air Maroc Express bedient von Casablanca hauptsächlich nationale Ziele wie Al Massira, Marrakesch, Rabat, Nador und Essaouira. International werden unter anderem Lissabon, Gran Canaria, Madrid und Gibraltar angeflogen.

## Flotte
Mit Stand Januar 2025 besteht die Flotte der Royal Air Maroc Express aus sechs Flugzeugen mit einem Durchschnittsalter von 11,5 Jahren:
| Flugzeugtyp | Anzahl | bestellt | Anmerkungen | Sitzplätze (Business/Economy) |
| ----------- | ------ | -------- | ----------- | ----------------------------- |
| ATR 72-600  | 6      |          |             | 70 (12/58)                    |